# Єгоров Олексій Андрійович
Олексій Андрійович Єгоров (6 лютого 1906, село Аполєво Бубновської волості Зубцовського повіту Тверської губернії, тепер Тверської області, Російська Федерація — 26 листопада 1974, місто Калуга, тепер Російська Федерація) — радянський державний діяч, голова виконавчого комітету Калінінградської та Калузької обласних рад. Депутат Верховної ради Російської РФСР 2-го і 5-го скликань. Депутат Верховної ради СРСР 3—4-го скликань.

## Життєпис
Народився в селянській родині. У 1919 році закінчив 5 класів школи 1-го ступеня в Зубцові, у жовтні 1919 року вступив до РКСМ (комсомолу). З 1920 року працював у Ржевському (Зубцовському) повітовому комітеті РКСМ Тверської губернії.
У 1922 році закінчив Ржевську районну школу радянського та партійного будівництва. У 1922—1923 роках — слухач Тверської губернської школи радянського та партійного будівництва.
У 1923—1925 роках — відповідальний секретар Ржевського повітово-міського комітету РКСМ Тверської губернії.
Член РКП(б) з 1924 року.
З 1925 по 1926 рік — на відповідальній роботі в Тверському губернському комітеті ВЛКСМ.
У 1926—1928 роках — на відповідальній роботі в Тарському окружному комітеті ВЛКСМ Сибірського краю.
З 1928 по 1930 рік — на партійній та радянській роботі.
У 1930—1933 роках — студент Всесоюзного комуністичного сільськогосподарського університету імені Сталіна в Ленінграді.
У грудні 1934 — вересні 1937 року — заступник директора Сінної машинно-тракторної станції (МТС) з політичної частини Темрюцького району Азово-Чорноморського краю.
У вересні 1937 — 1939 року — 3-й секретар, 2-й секретар, 1-й секретар Темрюцького районного комітету ВКП(б) Краснодарського краю.
У грудні 1940 — серпні 1941 року — завідувач сільськогосподарського відділу Краснодарського крайового комітету ВКП(б).
У серпні 1941 — квітні 1942 року — завідувач військового відділу Краснодарського крайового комітету ВКП(б).
У квітні 1942 — 1943 року — секретар Краснодарського крайового комітету ВКП(б) з водного транспорту.
У період німецької окупації Кубані, з вересня 1942 по вересень 1943 року — командир Анапського куща (з'єднання) партизанських загонів Краснодарського краю.
У липні 1944 — липні 1947 року — 1-й заступник голови виконавчого комітету Краснодарської крайової ради депутатів трудящих.
У липні 1947 — квітні 1948 року — 3-й секретар Калінінградського обласного комітету ВКП(б).
15 квітня 1948 — грудень 1951 року — голова виконавчого комітету Калінінградської обласної ради депутатів трудящих.
20 лютого 1952 — 14 березня 1961 року — голова виконавчого комітету Калузької обласної ради депутатів трудящих.
З 1961 року — персональний пенсіонер у місті Калузі.
У 1961—1963 роках — начальник сектору Калузького обласного статистичного управління.
У 1963—1970 роках — старший інструктор-методист Калузької обласної ради з туризму. Брав участь у підготовці та виданні буклету-альбому «Земля Калузька» та туристської схеми «Калузька область» (автор текстів).
Помер 26 листопада 1974 року в Калузі.

## Нагороди
- орден Вітчизняної війни І ст.
- орден Трудового Червоного Прапора (20.03.1956)
- медаль «За оборону Севастополя»
- медаль «За оборону Кавказу»
- медаль «За перемогу над Німеччиною у Великій Вітчизняній війні 1941—1945 рр.»
- медаль «За доблесну працю у Великій Вітчизняній війні 1941—1945 рр.»
- медаль «За трудову доблесть»
- медалі